# Ministre de la Consommation et des Affaires commerciales
Le ministre de la Consommation et des Affaires commerciales (en anglais : Minister of Consumer and Corporate Affairs) était le ministre responsable de la politique de développement industriel régional. 
Le ministre était en outre désigné Registraire général du Canada.
Le poste a eu plusieurs désignations lors de son existence :
- De 1967 à 1986 le poste était désigné comme ministre de la Consommation et des Corporations ;
- De 1986 à 1992 le poste était désigné comme ministre des Consommateurs et des Sociétés ;
- De 1992 à 1995 le poste a pris sa désignation de ministre de la Consommation et des Affaires commerciales.

## Historique

### Ministre de la Consommation et des Corporations (1967-1986)
Le ministère et le poste de ministre est instauré le 21 décembre 1967 lors que la Loi sur le ministère de la Consommation et des Corporations entre en vigueur. Le ministre est alors chargé:
- De la consommation et des intérêts et de la protection des consommateurs ;
- Des corporations et de leurs titres ;
- Des questions liées à la concurrence (fusions, monopoles, restrictions au commerce) ;
- De la faillite et de l'insolvabilité.

Le ministre est également désigné comme registraire général du Canada.
Et également à partir du 1er avril 1969:
- Des brevets, droits d'auteurs et marques de commerce ;
- De la métrologie légale.
- Le ministre obtient également des pouvoirs d'enquête et d'inspection élargis pour la protection du consommateur.

| Titulaire Parti | Titulaire Parti                          | Début             | Fin           | Cabinet           |
| --------------- | ---------------------------------------- | ----------------- | ------------- | ----------------- |
|                 | John Turner Libéral                      | 21 décembre 1967  | 20 avril 1968 | 19e (Pearson)     |
| 20 avril 1968   | John Turner Libéral                      | 5 juillet 1968    | 20e (Trudeau) |                   |
|                 | Ron Basford Libéral                      | 5 juillet 1968    | 20e (Trudeau) | 27 janvier 1972   |
|                 | Bob Andras Libéral                       | 28 janvier 1972   | 20e (Trudeau) | 26 novembre 1972  |
|                 | Herb Gray Libéral                        | 27 novembre 1972  | 20e (Trudeau) | 7 août 1974       |
|                 | André Ouellet Libéral                    | 8 août 1974       | 20e (Trudeau) | 15 mars 1976      |
|                 | Bryce Mackasey Libéral                   | 16 mars 1976      | 20e (Trudeau) | 13 septembre 1976 |
|                 | Tony Abbott Libéral                      | 14 septembre 1976 | 20e (Trudeau) | 15 septembre 1977 |
|                 | Warren Allmand Libéral                   | 16 septembre 1977 | 20e (Trudeau) | 3 juin 1979       |
|                 | Allan Lawrence Progressiste-conservateur | 4 juin 1979       | 2 mars 1980   | 21e (Clark)       |
|                 | André Ouellet Libéral                    | 3 mars 1980       | 11 août 1983  | 22e (Trudeau)     |
|                 | Judy Erola Libéral                       | 11 août 1983      | 29 juin 1984  | 22e (Trudeau)     |
| 29 juin 1984    | Judy Erola Libéral                       | 16 septembre 1984 | 23e (Turner)  |                   |
|                 | Michel Côté Progressiste-conservateur    | 17 septembre 1984 | 29 juin 1986  | 24e (Mulroney)    |

### Ministre des Consommateurs et des Sociétés (1986-1992)
À partir du 30 juin 1986 le nom du ministre est changé en ministre des Consommateurs et des Sociétés.
Le changement légal du nom du ministère intervient lors de la refonte des lois canadiennes de 1985 avec entrée en vigueur le 12 décembre 1988. Le nom du ministère en anglais est inchangé.
| Titulaire Parti | Titulaire Parti                                      | Début           | Fin             | Cabinet        |
| --------------- | ---------------------------------------------------- | --------------- | --------------- | -------------- |
|                 | Harvie Andre Progressiste-conservateur               | 30 juin 1986    | 29 janvier 1989 | 24e (Mulroney) |
|                 | Bernard Valcourt Progressiste-conservateur           | 30 janvier 1989 | 1er août 1989   | 24e (Mulroney) |
|                 | Harvie Andre (par intérim) Progressiste-conservateur | 2 août 1989     | 22 février 1990 | 24e (Mulroney) |
|                 | Pierre Blais Progressiste-conservateur               | 23 février 1990 | 3 janvier 1993  | 24e (Mulroney) |

### Ministre de la Consommation et des Affaires commerciales (1992-1995)
Le nom français du ministère et du poste de ministre est à nouveau changé en 1992 lors de l'entrée en vigueur de la Loi corrective de 1991.
| Titulaire Parti | Titulaire Parti                             | Début           | Fin             | Cabinet        |
| --------------- | ------------------------------------------- | --------------- | --------------- | -------------- |
|                 | Pierre H. Vincent Progressiste-conservateur | 4 janvier 1993  | 24 juin 1993    | 24e (Mulroney) |
|                 | Jean Charest Progressiste-conservateur      | 25 juin 1993    | 3 novembre 1993 | 25e (Campbell) |
|                 | John Manley Libéral                         | 4 novembre 1993 | 28 mars 1995    | 26e (Chrétien) |